# Lijst van voetbalinterlands Bolivia - Peru
Deze lijst van voetbalinterlands is een overzicht van alle officiële voetbalwedstrijden tussen de nationale teams van Bolivia en Peru. De Zuid-Amerikaanse buurlanden speelden tot op heden 53 keer tegen elkaar. Het eerste duel was een duel in de strijd om de Copa América 1927, gespeeld op 13 november 1927 in Lima. De laatste ontmoeting, een kwalificatiewedstrijd voor het Wereldkampioenschap voetbal 2026, vond plaats in de Peruaanse hoofdstad op 20 maart 2025.

## Wedstrijden
| №  | Plaats         | Datum             | Competitie           | Wedstrijd      | Uitslag |
| -- | -------------- | ----------------- | -------------------- | -------------- | ------- |
| 1  | Lima           | 13 november 1927  | Copa América 1927    | Peru – Bolivia | 3 – 2   |
| 2  | Bogota         | 13 augustus 1938  | Vriendschappelijk    | Bolivia – Peru | 0 – 3   |
| 3  | Guayaquil      | 27 december 1947  | Copa América 1947    | Peru – Bolivia | 2 – 0   |
| 4  | Santos         | 27 april 1949     | Copa América 1949    | Peru – Bolivia | 3 – 0   |
| 5  | Lima           | 22 februari 1953  | Copa América 1953    | Peru – Bolivia | 0 – 1   |
| 6  | Buenos Aires   | 29 maart 1959     | Copa América 1959    | Peru – Bolivia | 0 – 0   |
| 7  | La Paz         | 21 maart 1963     | Copa América 1963    | Bolivia – Peru | 3 – 2   |
| 8  | La Paz         | 10 augustus 1969  | WK 1970 kwalificatie | Bolivia – Peru | 2 – 1   |
| 9  | Lima           | 17 augustus 1969  | WK 1970 kwalificatie | Peru – Bolivia | 3 – 0   |
| 10 | Curitiba       | 11 juni 1972      | Vriendschappelijk    | Bolivia – Peru | 0 – 3   |
| 11 | Lima           | 24 maart 1973     | Vriendschappelijk    | Peru – Bolivia | 2 – 0   |
| 12 | La Paz         | 15 juli 1973      | Vriendschappelijk    | Bolivia – Peru | 2 – 0   |
| 13 | Oruro          | 27 juli 1975      | Copa América 1975    | Bolivia – Peru | 0 – 1   |
| 14 | Lima           | 7 augustus 1975   | Copa América 1975    | Peru – Bolivia | 3 – 1   |
| 15 | Cali           | 17 juli 1977      | WK 1978 kwalificatie | Peru – Bolivia | 5 – 0   |
| 16 | La Paz         | 21 augustus 1983  | Copa América 1983    | Bolivia – Peru | 1 – 1   |
| 17 | Lima           | 4 september 1983  | Copa América 1983    | Peru – Bolivia | 2 – 1   |
| 18 | Lima           | 17 februari 1985  | Vriendschappelijk    | Peru – Bolivia | 3 – 0   |
| 19 | Santa Cruz     | 1 mei 1985        | Vriendschappelijk    | Bolivia – Peru | 0 – 0   |
| 20 | La Paz         | 20 augustus 1989  | WK 1990 kwalificatie | Bolivia – Peru | 2 – 1   |
| 21 | Lima           | 10 september 1989 | WK 1990 kwalificatie | Peru – Bolivia | 1 – 2   |
| 22 | Lima           | 6 juni 1993       | Vriendschappelijk    | Peru – Bolivia | 1 – 0   |
| 23 | Santa Cruz     | 8 juni 1994       | Vriendschappelijk    | Bolivia – Peru | 0 – 0   |
| 24 | Lima           | 1 juli 1995       | Vriendschappelijk    | Peru – Bolivia | 4 – 1   |
| 25 | Lima           | 11 februari 1996  | Vriendschappelijk    | Peru – Bolivia | 1 – 3   |
| 26 | Santa Cruz     | 7 maart 1996      | Vriendschappelijk    | Bolivia – Peru | 2 – 0   |
| 27 | La Paz         | 1 september 1996  | WK 1998 kwalificatie | Bolivia – Peru | 0 – 0   |
| 28 | La Paz         | 15 juni 1997      | Copa América 1997    | Bolivia – Peru | 2 – 0   |
| 29 | Lima           | 6 juli 1997       | WK 1998 kwalificatie | Peru – Bolivia | 2 – 1   |
| 30 | Asunción       | 2 juli 1999       | Copa América 1999    | Peru – Bolivia | 1 – 0   |
| 31 | La Paz         | 8 oktober 2000    | WK 2002 kwalificatie | Bolivia – Peru | 1 – 0   |
| 32 | Lima           | 14 november 2001  | WK 2002 kwalificatie | Peru – Bolivia | 1 – 1   |
| 33 | Lima           | 6 juli 2004       | Copa América 2004    | Peru – Bolivia | 2 – 2   |
| 34 | La Paz         | 9 oktober 2004    | WK 2006 kwalificatie | Bolivia – Peru | 1 – 0   |
| 35 | Tacna          | 12 oktober 2005   | WK 2006 kwalificatie | Peru – Bolivia | 4 – 1   |
| 36 | Mérida         | 3 juli 2007       | Copa América 2007    | Peru – Bolivia | 2 – 2   |
| 37 | Lima           | 12 september 2007 | Vriendschappelijk    | Peru – Bolivia | 2 – 0   |
| 38 | La Paz         | 6 februari 2008   | Vriendschappelijk    | Bolivia – Peru | 2 – 1   |
| 39 | La Paz         | 11 oktober 2008   | WK 2010 kwalificatie | Bolivia – Peru | 3 – 0   |
| 40 | Lima           | 14 oktober 2009   | WK 2010 kwalificatie | Peru – Bolivia | 1 – 0   |
| 41 | Lima           | 2 september 2011  | Vriendschappelijk    | Peru – Bolivia | 2 – 2   |
| 42 | La Paz         | 5 september 2011  | Vriendschappelijk    | Bolivia – Peru | 0 – 0   |
| 43 | La Paz         | 12 oktober 2012   | WK 2014 kwalificatie | Bolivia – Peru | 1 – 1   |
| 44 | Lima           | 15 oktober 2013   | WK 2014 kwalificatie | Peru – Bolivia | 1 – 1   |
| 45 | Temuco         | 25 juni 2015      | Copa América 2015    | Bolivia − Peru | 1 − 3   |
| 46 | La Paz         | 1 september 2016  | WK 2018 kwalificatie | Bolivia − Peru | 0 − 3   |
| 47 | Lima           | 31 augustus 2017  | WK 2018 kwalificatie | Peru − Bolivia | 2 − 1   |
| 48 | Rio de Janeiro | 18 juni 2019      | Copa América 2019    | Bolivia – Peru | 1 − 3   |
| 49 | La Paz         | 10 oktober 2021   | WK 2022 kwalificatie | Bolivia − Peru | 1 − 0   |
| 50 | Lima           | 11 november 2021  | WK 2022 kwalificatie | Peru − Bolivia | 3 − 0   |
| 51 | Arequipa       | 19 november 2022  | Vriendschappelijk    | Peru − Bolivia | 1 − 0   |
| 52 | La Paz         | 16 november 2023  | WK 2026 kwalificatie | Bolivia − Peru | 2 − 0   |
| 53 | Lima           | 20 maart 2025     | WK 2026 kwalificatie | Peru − Bolivia | 3 − 1   |

## Samenvatting
| Competitie        | Totaal gespeeld | Winst Bolivia | Gelijk | Winst Peru | Doelsaldo Bolivia – Peru |
| ----------------- | --------------- | ------------- | ------ | ---------- | ------------------------ |
| WK-kwalificatie   | 21              | 8             | 4      | 9          | 21 – 31                  |
| Copa América      | 16              | 3             | 4      | 9          | 17 – 28                  |
| Vriendschappelijk | 16              | 4             | 4      | 8          | 12 – 23                  |
| Totaal            | 53              | 15            | 12     | 26         | 50 – 82                  |

Wedstrijden bepaald door strafschoppen worden, in lijn met de FIFA, als een gelijkspel gerekend.

## Details

### Eerste ontmoeting
| Copa América 1927 (Lima, Peru, 13 november 1927): |              | |
| Peru | 3 – 2        | Bolivia |
| Demetrio Neyra 41' Jorge Sarmiento 41' Alberto Montellanos 43' | goals        | 13' José Bustamante 14' José Bustamante |
| Pedro Olivieri | bondscoach   | Jorge Luis Valderrama |
| Jorge Pardon Alfonso Saldarriaga Antonio Maquilón Carlos Moscoso Esteban Dagnino Santiago Ulloa Alberto Montellanos Demetrio Neyra Jorge Koochoi Sarmiento José María Lavalle Segundo Aranda | opstellingen | Jesús Bermúdez Casiano Chavarría Armando Renjel Diógenes Lara Jorge Luis Valderrama Jorge Soto José Bustamante José Toro Mario Alborta N. Malpartida Rafael Méndez |

### Vijftiende ontmoeting
| WK 1978 kwalificatie (Cali, Colombia, 17 juli 1977): |              | |
| Peru | 5 – 0        | Bolivia |
| Teófilo Cubillas 32' Teófilo Cubillas 44' José Velásquez 64' Percy Rojas 74' José Velásquez 89'                                                                                         | goals        | |
| Marcos Calderón | bondscoach   | Wilfredo Camacho |
| Ramón Quiroga Héctor Chumpitaz José Navarro Julio Meléndez Rubén Toribio Díaz Hugo Sotil 46' José Manuel Velásquez Juan Carlos Oblitas Juan Muñante Julio Aparicio Teófilo Cubillas 61' | opstellingen | Ismael Peinado Eduardo Angulo Jaime Lima Jorge Campos 57' Carlos Aragonés Erwin Romero Jaime Rimazza Pablo Baldivieso Windsor del Llano Miguel Aguilar Porfirio Jiménez |
| Percy Rojas 46' Oswaldo Ramírez 61' | wissels      | 57' Raúl Alberto Morales |

### Zestiende ontmoeting
| Copa América 1983 (La Paz, Bolivia, 21 augustus 1983):    |       |                    |
| Bolivia                                                   | 1 – 1 | Peru               |
| Erwin Romero 66'                                          | goals | 89' Franco Navarro |
| - Debuut van Edgar Castillo (Club Blooming) voor Bolivia. |       |                    |

### Zeventiende ontmoeting
| Copa América 1983 (Lima, Peru, 4 september 1983): |       |                  |
| Peru                                              | 2 – 1 | Bolivia          |
| Franco Navarro ??' Franco Navarro ??'             | goals | ??' Ovidio Mezza |

### Achttiende ontmoeting
| Vriendschappelijk (Lima, Peru, 17 februari 1985):        |       |         |
| Peru                                                     | 3 – 0 | Bolivia |
| Franco Navarro 30' Franco Navarro 44' Franco Navarro 70' | goals |         |

### Negentiende ontmoeting
| Vriendschappelijk (Santa Cruz de la Sierra, Bolivia, 1 mei 1985): |              | |
| Bolivia | 0 – 0        | Peru |
| | goals        | |
| Raúl Pino | bondscoach   | Moisés Barack |
| Luis Galarza Edgar Vaca 68' Marco Antonio Herrera Roberto Pérez Rolando Coimbra Carlos Borja Erwin Romero José Milton Melgar Juan Carlos Sánchez Roly Paniagua 59' Silvio Rojas | opstellingen | Eusebio Acasuzo Hugo Gastulo Leo Rojas Pedro Requena Rubén Toribio Díaz César Cueto Javier Chirinos José Manuel Velásquez Julio César Uribe 52' Guillermo La Rosa 70' Juan Caballero |
| David Paniagua 59' Miguel Ángel Noro 68' | wissels      | 52' Franco Navarro 70' Eduardo Malásquez |

### Twintigste ontmoeting
| WK 1990 kwalificatie (La Paz, Bolivia, 20 augustus 1989): |              | |
| Bolivia | 2 – 1        | Peru |
| José Milton Melgar 44' (pen.) Luis Ramallo 53' | goals        | 43' José del Solar |
| Jorge Habegger | bondscoach   | José Macía |
| Luis Galarza Carlos Borja Ricardo Fontana Eligio Martínez Roberto Pérez José Milton Melgar Vladimir Soria Francisco Takeo 46' Erwin Romero Álvaro Peña Luis Ramallo 75' | opstellingen | Jesús Purizaga José Luis Carranza Jorge Olaechea Pedro Requena Percy Olivares Wilmer Valencia 74' Juan Reynoso José del Solar Fidel Suárez 77' Franco Navarro Jorge Hirano |
| Erwin Sánchez 46' Rómer Roca 75' | wissels      | 74' Jesús Torrealba 77' Eduardo Rey Muñoz |
| Luis Galarza ??' Eligio Martínez ??' | gele kaarten | ??' Jesús Purizaga ??' Jorge Olaechea ??' José del Solar ??' José Luis Carranza                                                                                            |

### 21ste ontmoeting
| WK 1990 kwalificatie (Lima, Peru, 10 september 1989): |              | |
| Peru | 1 – 2        | Bolivia |
| Andrés González 54' | goals        | 44' Luis Ramallo 77' Erwin Sánchez |
| José Macía | bondscoach   | Jorge Habegger |
| Jesús Purizaga Jorge Arteaga Pedro Requena José del Solar Percy Olivares Francesco Manassero 46' Juan Reynoso Luis Reyna 46' Jorge Hirano Eduardo Rey Muñoz Andrés González                                 | opstellingen | Carlos Trucco Ricardo Fontana Tito Montaño Marcos Ferrufino Eligio Martínez Ramiro Vargas José Milton Melgar Vladimir Soria Luis Cristaldo Luis Ramallo 59' Erwin Romero |
| Alfonso Yáñez 46' Carlos Torres 46' | wissels      | 59' Erwin Sánchez |
| Juan Reynoso 20' Percy Olivares 26' | gele kaarten | 45' Luis Cristaldo 49' Eligio Martínez 70' Erwin Sánchez 71' Tito Montaño                                                                                                |
| - De Boliviaanse doelman Carlos Trucco stopt een strafschop van Pedro Requena in de 81ste minuut. - Debuut van verdedigers Tito Montaño (The Strongest) en Luis Cristaldo (Oriente Petrolero) voor Bolivia. |              | |

### 22ste ontmoeting
| Vriendschappelijk (Lima, Peru, 6 juni 1993): |              | |
| Peru | 1 – 0        | Bolivia |
| Andrés González 22' | goals        | |
| Vladimir Popović | bondscoach   | Xabier Azkargorta |
| Miguel Miranda José Soto Juan Reynoso Guzmán Percy Olivares Jorge Soto ??' José Luis Carranza Julio Rivera Marío Rodríguez ??' Pablo Zegarra ??' Andrés González ??' Flavio Maestri | opstellingen | Carlos Trucco Juan Manuel Peña Marco Sandy Miguel Ángel Noro Modesto Soruco ??' Carlos Borja José Milton Melgar ??' Julio César Baldivieso Marco Etcheverry ??' Ramiro Castillo ??' Álvaro Peña |
| Álvaro Barco ??' César Charún ??' Roberto Martínez ??' Waldir Sáenz ??' | wissels      | ??' Darío Rojas ??' Juan Carlos Ríos ??' Jaime Moreno ??' Johnny Villarroel |
| - José Milton Melgar (Bolivia) mist strafschop in 66ste minuut. |              | |

### 23ste ontmoeting
| Vriendschappelijk (Santa Cruz de la Sierra, Bolivia, 8 juni 1994): |              | |
| Bolivia | 0 – 0        | Peru |
| | goals        | |
| Xabier Azkargorta | bondscoach   | Miguel Company |
| Carlos Trucco Marco Antonio Sandy Miguel Ángel Rimba Gustavo Quinteros Luis Cristaldo Carlos Borja ??' José Milton Melgar Julio César Baldivieso ??' Erwin Sánchez Álvaro Peña ??' Jaime Moreno ??' | opstellingen | Francisco Pizarro José Soto Frank Ruiz Jorge Soto Percy Olivares Roberto Palacios Mario Rodriquez Nolberto Solano Juan Jayo ??' Julio Rivera Flavio Maestri |
| Modesto Soruco ??' Mauricio Ramos ??' Luis Ramallo ??' Ramiro Castillo ??' | wissels      | ??' Martin Dall'Orso |
| - Debuut van Juan Jayo voor Peru. |              | |

### 24ste ontmoeting
| Vriendschappelijk (Lima, Peru, 1 juli 1995): |              | |
| Peru | 4 – 1        | Bolivia |
| Alberto Ramírez 28' Germán Pinillos 43' Alberto Ramírez 66' (pen.) Nolberto Solano 84'                                                                                         | goals        | 17' Marco Antonio Sandy |
| Miguel Company | bondscoach   | Antonio López Habas |
| Miguel Miranda Jorge Soto ??' Alfonso Dulanto José Soto Alexis Ubillus José del Solar José Carranza Germán Pinillos ??' Roberto Palacios Alberto Ramírez ??' Ronald Baroni ??' | opstellingen | Carlos Trucco Juan Carlos Ruiz Marco Sandy Miguel Rimba Luis Cristaldo Julio César Baldivieso Milton Melgar Marco Etcheverry Juan Manuel Peña Demetrio Angola Alvaro Peña |
| Nolberto Solano ??' Martin Rodriquez ??' Germán Carty ??' Julio Rivera ??' | wissels      | |

### 25ste ontmoeting
| Vriendschappelijk (Lima, Peru, 11 februari 1996): |              | |
| Peru | 1 – 3        | Bolivia |
| Germán Pinillos 71' (pen.) | goals        | 26' (pen.) Julio César Baldivieso 53' Roly Paniagua 73' Ramiro Castillo |
| Juan Carlos Oblitas | bondscoach   | Dušan Drašković |
| Martin Yupanqui José Luis Reyna ??' José Soto Alfonso Dulanto Alexis Ubillus Jorge Soto Martín Rodríguez German Pinillos Dario Muchotrigo ??' Roberto Palacios Flavio Maestri ??' | opstellingen | Marco Barrero Miguel Ángel Rimba Freddy Cossío Oscar Sánchez Miguel Ángel Parabá Rubén Tufiño Julio César Baldivieso ??' Ramiro Castillo Mauricio Ramos Juan Berthy Suárez ??' Roly Paniagua |
| Alfredo Carmona ??' Raúl Ormeño ??' Pablo Zegarra ??' | wissels      | ??' Luis Cristaldo ??' Rodolfo Céspedes |

### 31ste ontmoeting
| WK 2002 kwalificatie (La Paz, Bolivia, 8 oktober 2000): |              | |
| Bolivia | 1 – 0        | Peru |
| Roger Suárez 5' | goals        | |
| Carlos Aragonés | bondscoach   | Julio César Uribe |
| Mauricio Soria Oscar Sánchez Juan Manuel Peña Juan Carlos Paz Percy Colque Luis Gatty Ribeiro Franz Calustro Joselito Vaca 67' Líder Paz 46' Ronald García Roger Suárez 81' | opstellingen | Oscar Ibáñez Wálter Zeballos Juan Pajuelo Miguel Rebosio 46' Norberto Solano David Soria Gregorio Bernales 46' Juan José Jayo Roberto Palacios Claudio Pizarro 58' Piero Alba Niezen |
| Jaime Moreno 46' Raúl Gutiérrez 67' Gonzalo Galindo 81' Carlos Arias Marco Antonio Sandy Carlos Cárdenas Sergio Castillo                                                    | wissels      | 46' Alfredo Carmona 46' Abel Lobatón 58' Israel Zúñiga Roger Serrano Suarez Salas Leão Butron                                                                                        |
| Juan Manuel Peña 8' | gele kaarten | 9' Wálter Zeballos 47' Miguel Rebosio 66' Juan Jayo |

### 32ste ontmoeting
| WK 2002 kwalificatie (Lima, Peru, 14 november 2001): |              | |
| Peru | 1 – 1        | Bolivia |
| Piero Alva 8' | goals        | 87' Alfredo Castillo |
| Julio César Uribe | bondscoach   | Carlos Trucco |
| Miguel Miranda Jorge Huamán Martín Hidalgo Juan Pajuelo Juan Jayo Roberto Palacios Andrés Mendoza Jorge Soto 46' Santiago Salazar Marko Ciurlizza 69' Piero Alva 76' | opstellingen | José Carlos Fernández Luis Reyes Juan García 54' Óscar Sánchez Edgar Olivares Richard Rojas 63' Joaquín Botero Milton Coimbra 90' Líder Paz Darwin Peña Gonzalo Galindo |
| Frank Palomino 46' Juan Ferrari 69' Germán Carty 76' | wissels      | 54' Luis Ribeiro 63' Alfredo Castillo 90' Raúl Justiniano |
| | gele kaarten | 19' Líder Paz 82' Richard Rojas |

### 33ste ontmoeting
| Copa América 2004 (Lima, Peru, 6 juli 2004): |              | |
| Peru | 2 – 2        | Bolivia |
| Claudio Pizarro 68' (pen.) Roberto Palacios 86' | goals        | 36' Joaquín Botero 57' Lorgio Álvarez |
| Paulo César Autuori | bondscoach   | Ramiro Blacutt |
| Oscar Ibáñez Jorge Soto Miguel Rebosio Santiago Acasiete Wálter Vílchez Nolberto Solano 61' Juan Jayo Carlos Zegarra 80' Flavio Maestri 61' Claudio Pizarro Jefferson Farfán | opstellingen | Leonardo Fernández Sergio Jáuregui Ronald Raldes Ronald Arana Lorgio Álvarez Ruben Tufiño 85' Limbert Pizarro 63' Limberg Gutiérrez Luis Cristaldo 73' Miguel Mercado Joaquín Botero |
| Roberto Palacios 61' Andrés Mendoza 61' Aldo Olcese 80' | wissels      | 63' Gonzalo Galindo 73' Richard Rojas 85' Juan Carlos Arce |
| Carlos Zegarra 40' | gele kaarten | 76' Leonardo Fernández 85' Joaquín Botero |

### 36ste ontmoeting
| Copa América 2007 (Mérida, Venezuela, 3 juli 2007): |              | |
| Bolivia | 2 – 2        | Peru |
| Jaime Moreno 24' Jhasmani Campos 45+1' | goals        | 34' Claudio Pizarro 85' Claudio Pizarro |
| Erwin Sánchez | bondscoach   | Julio César Uribe |
| Hugo Suárez Miguel Hoyos Ronald Raldés Juan Manuel Peña Lorgio Álvarez Gualberto Mojica 80' Leonel Reyes Jhasmani Campos 67' Joselito Vaca Augusto Andaveris 57' Jaime Moreno | opstellingen | Leao Butrón 56' Jhon Galliquio Alberto Rodríguez Édgar Villamarín Walter Vílchez Paolo De la Haza 70' Damián Ísmodes Juan Carlos Mariño 46' Jefferson Farfán Paolo Guerrero Claudio Pizarro |
| Juan Carlos Arce 57' Gonzalo Galindo 67' Jorge Ortíz 80' | wissels      | 46' Ysrael Zúñiga 56' Jhoel Herrera 70' Roberto Jiménez |
| Ronald Raldés 60' Gonzalo Galindo 84' Leonel Reyes 84' Juan Manuel Peña 90+1'                                                                                                 | gele kaarten | 24' Jefferson Farfán 44' Paolo De la Haza 73' Alberto Rodríguez 87' Roberto Jiménez 90+2' Ysrael Zúñiga                                                                                     |
| | rode kaarten | 76', 78' Jhoel Herrera |

### 40ste ontmoeting
| WK 2010 kwalificatie (Lima, Peru, 19 oktober 2009): |              | |
| Peru | 1 – 0        | Bolivia |
| Johan Fano 54' | goals        | |
| José Del Solar | bondscoach   | Erwin Sánchez |
| Leao Butrón Juan Vargas Alberto Rodríguez Amiltón Prado 87' Walter Vílchez Carlos Zambrano Luis Ramírez 62' Josepmir Ballón Nolberto Solano 70' Hernán Rengifo Johan Fano | opstellingen | Carlos Arias Wilder Zabala Edemir Rodríguez Ronald Rivero Ignacio García Rosauro Rivero Joselito Vaca Leonel Reyes Edgar Olivares Alejandro Gómez Marcelo Moreno |
| Roberto Palacios 62' Henry Quinteros 70' Marcio Valverde 87' | wissels      | |
| Carlos Zambrano 63' | gele kaarten | 52' Wilder Zabala 55' Ignacio García 90' Ronald Rivero |
| Johan Fano 55' | rode kaarten | ??', 40' Rosauro Rivero |
| - Laatste duel van Bolivia onder leiding van bondscoach Erwin Sánchez. |              | |

### 44ste ontmoeting
| WK 2014 kwalificatie (Lima, Peru, 15 oktober 2013): |              | |
| Peru | 1 – 1        | Bolivia |
| Yoshimar Yotún 19' | goals        | 45' Diego Bejarano |
| Sergio Markarián | bondscoach   | Xabier Azkargorta |
| Diego Penny Juan Vargas Néstor Duarte Carlos Zambrano Yoshimar Yotún Carlos Lobatón Cristián Benavente 46' Josepmir Ballón Claudio Pizarro Irven Ávila 60' Luis Advíncula | opstellingen | Romel Quiñónez Edward Zenteno Ronald Raldes Luis Gutierrez Marvin Bejarano Walter Veizaga José Chávez 86' Diego Bejarano 46' Danny Bejarano 74' Edvaldo Bolívia Marcelo Moreno |
| Yordy Reyna 46' André Carrillo 60' Salomón Libman José Carvallo Santiago Acasiete Walter Vílchez Gianmarco Gambetta Orlando Contreras Koichi Aparicio Álvaro Ampuero      | wissels      | 46' Juan Arce 74' Jaime Arrascaita 86' Edemir Rodríguez Daniel Vaca Sergio Galarza Vicente Arze Henry Justiniano Carlos Saucedo Rodrigo Ramallo Leandro Maygua                 |
| Carlos Lobatón 46' Juan Vargas 88' | gele kaarten | 90' Walter Veizaga 90' Marvin Bejarano |

### 45ste ontmoeting
| Copa América 2015 (Temuco, Chili, 25 juni 2015): |              | |
| Bolivia | 1 – 3        | Peru |
| Marcelo Moreno 83' (pen.) | goals        | 19' José Paolo Guerrero 22' José Paolo Guerrero 73' José Paolo Guerrero |
| Mauricio Soria | bondscoach   | Ricardo Gareca |
| Romel Quiñónez Miguel Hurtado 46' Leonel Morales 46' Ronald Raldes Christian Coimbra Edward Zenteno Alejandro Chumacero Danny Bejarano Martin Smedberg Alcides Peña 68' Marcelo Moreno | opstellingen | Pedro Gallese Carlos Zambrano Carlos Ascues Juan Vargas 82' Christian Cueva Edwin Retamoso Luis Advíncula Yoshimar Yotún José Paolo Guerrero 77' Jefferson Farfán 66' Claudio Pizarro |
| Damián Lizio 46' Pablo Escobar 46' Ricardo Pedriel 68' | wissels      | 66' André Carrillo 77' Paolo Hurtado 82' Yordy Reyna |
| Danny Bejarano 35' Pablo Escobar 70' Ricardo Pedriel 73' Marcelo Moreno 86' | gele kaarten | 31' Luis Advíncula 61' Pedro Gallese 89' Yoshimar Yotún 90' Yordy Reyna |